# Hôn gió

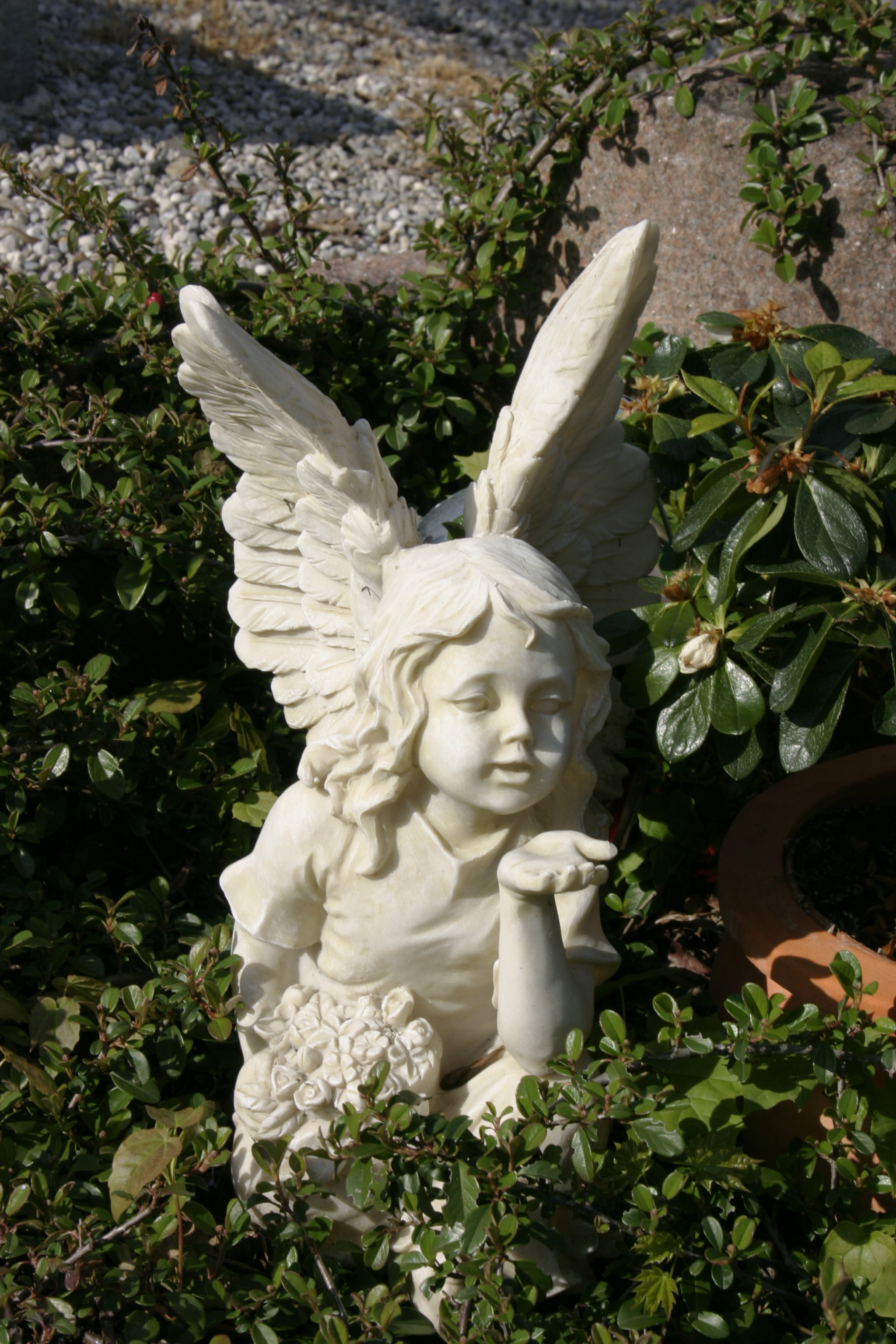
Tượng một thiên thần đang hôn gió

Hôn gió (tiếng Anh: air kiss, blown kiss, hay thrown kiss) là một cử chỉ xã giao hoặc thân mật, cũng có thể coi là một kiểu hôn. Thường thường, người ta chụm tay lên môi, hôn lên ngón tay rồi đưa tay ra trước, thổi nhẹ giống như gửi nụ hôn đó cho người nhận.